# LG 뷰3
LG 뷰3 (LG Vu3)는 LG전자에서 2013년 9월 27일 대한민국에서 출시한 안드로이드 스마트폰이다. LG 옵티머스 뷰 II의 후속작이며, LG 뷰 시리즈로서는 처음 발매된 기종이다. 2014년 3월 17일에 안드로이드 킷캣으로 업그레이드됐다.

## 운영 체제 업그레이드

### 안드로이드 4.4.2 킷캣 업그레이드
2014년 3월 17일 4.4.2 킷캣 업그레이드가 실시됐다. LG에서 결국 롤리팝 포기 선언을 했다.

## 연혁
- 2013년 9월 27일 : 제품 출시
- 2014년 3월 17일 : 안드로이드 킷캣(4.4.2) 업그레이드
- 2015년 9월 22일 : 빌드번호 20j 업그레이드 (스테이지 프라이트 보안패치 추청)

## 화면
전작과 같이 화면 비율이 4:3이며, True HD IPS+ LCD 디스플레이를 탑재하였다.

## 색상
- 인디고 블랙
- 화이트
- 민트

## 특이 사항

### Q 보이스
음성 시스템으로, 말을 해서 각종 기능을 실행하거나 원하는 것을 찾을 수 있다. 애플의 시리, 삼성전자의 S 보이스, 팬택의 스마트 보이스와 유사하다.
LG전자의 독자기술인 베르니케기술을 사용하여서 높은 인식률과 재미있는 멘트를 쓰기도 한다.

### Q 메모
Q메모를 어느 화면에서나 보며 이중플레이 할 수 있는 겹쳐사용하기 모드를 사용하면 Q메모를 보면서 다른 애플리케이션을 동시에 사용할 수 있다.

### Q 슬라이드
기존의 화면에 최대 2개의 다른 작업창을 열어 최대 3개의 작업을 동시에 처리할 수 있게 하는 기능이며, 작업창의 투명도 조절, 위치 이동, 사이드 조절을 이용하여 원하는대로 배치하여 볼 수 있다.

### 노크 온
자사의 플래그십모델 G2에 포함된 기능과 같은 것으로 꺼진화면을 두번 두드리면 화면이 켜지고, 반대로 켜진화면의 특정 부분을 두번 두드리면 화면이 꺼진다.

### 러버듐 펜
LG 뷰3에서 쓸수 있는 터치펜으로, 삼성 갤럭시 노트 시리즈의 S펜 같은 역할을 한다. 구모델들과는 다르게 뷰3부터는 내장형 펜으로 바뀌었다. LG의 자체 애플리케이션인 '노트북'으로 활용할 수 있다. 뷰 시리즈의 리버듐 펜은 G시리즈에서도 정상작동한다.

## 같이 보기
- LG 뷰 시리즈
- 스마트폰 비교